# Epilohmannia sculpturata
Epilohmannia sculpturata är en kvalsterart som beskrevs av Balogh och Sandór Mahunka 1980. Epilohmannia sculpturata ingår i släktet Epilohmannia och familjen Epilohmanniidae. Inga underarter finns listade i Catalogue of Life.